# 小小大星球系列
小小大星球為索尼旗下的Media Molecule所開發的平台益智游戏系列。
系列有三部主要游戏：《小小大星球》和《小小大星球2》分别在2008年和2011年发行，皆对应PlayStation 3平台，《小小大星球3》发行于2014年，对应PlayStation 3和PlayStation 4平台。系列还有两款掌机游戏，分别在PlayStation Portable和PlayStation Vita上推出。